# Neognophomyia bisetosa
Neognophomyia bisetosa är en tvåvingeart som beskrevs av Alexander 1944. Neognophomyia bisetosa ingår i släktet Neognophomyia och familjen småharkrankar.
Artens utbredningsområde är Peru. Inga underarter finns listade i Catalogue of Life.